# Bence Imre
Bence Imre (* 15. Oktober 2002 in Budapest) ist ein ungarischer Handballspieler.

## Karriere

### Im Verein
Bence Imre begann 2009 das Handballspielen und spielte ab 2013 bei Ferencvárosi TC. In der Saison 2018/19 debütierte er mit 16 Jahren in der ersten Mannschaft.
Zur Saison 2024/25 wechselte Imre zum deutschen Bundesligisten THW Kiel, ausgestattet mit einem Zweijahresvertrag plus Verlängerungsoption. Mit dem THW gewann er den DHB-Pokal 2024/25.

### In Auswahlmannschaften
Mit der Jugend-Nationalmannschaft belegte er den 9. Platz bei der U19-Europameisterschaft 2021. Mit der Junioren-Nationalmannschaft belegte er den 5. Platz bei der U20-Europameisterschaft 2022. Bei der U21-Weltmeisterschaft 2023 gewannen sie die Silber-Medaille, nachdem sie im Finale gegen den Gastgeber Deutschland verloren.
In der ungarischen A-Nationalmannschaft debütierte er am 27. April 2023 gegen Litauen. Er stand im Kader für die Europameisterschaft 2024, wo er mit Ungarn den 5. Platz belegte. Er erzielte im Turnierverlauf 20 Tore in sechs Spielen. Bei der Weltmeisterschaft 2025 warf er 28 Tore in sieben Spielen und belegte mit dem Team den 8. Platz.

### Auszeichnungen
Imre wurde zu Ungarns Handballer des Jahres 2024 gewählt.

### Saisonbilanzen
| Saison    | Verein          | Liga            | Spiele | Tore | 7 m             | Feldtore |
| --------- | --------------- | --------------- | ------ | ---- | --------------- | -------- |
| 2018/19   | Ferencvárosi TC | NB 1            | 10     | 19   | 3/4 (75 %)      | 16       |
| 2019/20   | Ferencvárosi TC | NB 1            | 17     | 06   | 2/3 (66,7 %)    | 04       |
| 2020/21   | Ferencvárosi TC | NB 1            | 25     | 36   | 4/5 (80 %)      | 32       |
| 2021/22   | Ferencvárosi TC | NB 1            | 23     | 46   | 6/9 (66,7 %)    | 40       |
| 2022/23   | Ferencvárosi TC | NB 1            | 25     | 76   | 13/21 (61,9 %)  | 63       |
| 2023/24   | Ferencvárosi TC | NB 1            | 23     | 78   | 8/12 (66,7 %)   | 70       |
| 2024/25   | THW Kiel        | Bundesliga      | 33     | 91   | 52/66 (78,8 %)  | 39       |
| 2018–2024 | NB 1            | NB 1            | 123    | 261  | 36/54 (66,7 %)  | 225      |
| 2024–2025 | Bundesliga      | Bundesliga      | 033    | 091  | 52/66 (78,8 %)  | 039      |
| 2018–2025 | Karriere gesamt | Karriere gesamt | 156    | 352  | 88/120 (73,3 %) | 264      |

## Privates
Sein Vater ist der ungarische Fechter Géza Imre, seine Mutter ist die ehemalige ungarische Handballnationalspielerin Beatrix Kökény. Seine Schwester Szofi Imre spielt ebenfalls Handball.